# Mola del Grèvol
La Mola del Grèvol és una muntanya de 612 metres que es troba al municipi de Vandellòs i l'Hospitalet de l'Infant, a la comarca catalana del Baix Camp.